# Zoológico de Perth
El Zoológico de Perth (en inglés: Perth Zoo) es un zoológico y jardín botánico de 17 hectáreas de extensión, en South Perth, Australia Occidental, Australia.
El zoológico abrió sus puertas en 1898 y en enero del 2011, albergaba a 1258 animales de 164 especies, incluyendo una gran colección botánica.
En la temporada 2010/11, el zoológico tenía una plantilla de trabajadores asalariados de 248 (167 a jornada completa), además de 300 voluntarios docentes. Este zoológico es miembro institucional de las asociaciones Zoo and Aquarium Association (ZAA) y World Association of Zoos and Aquariums (WAZA).

## Localización e información
Perth Zoo 20 Labouchere Road, Mailing: P.O. Box 489, South Perth 6951 South Perth Western Australia 6151 Australia.
Planos y vistas satelitales.31°58′39″S 115°51′11″E / -31.97750, 115.85306
Se encuentra abierto todos los días del año.

## Historia
El parque zoológico de Perth fue abierto el 17 de octubre de 1898 por el gobernador de Australia Occidental, teniente coronel sir Gerard Smith. La idea del parque zoológico ya había comenzado en 1896, año en el que el "Western Australian Acclimatization Committee" la estuvo madurando, el propósito original era la aclimatación de animales europeos para introducirlos en Australia y establecer un parque zoológico. En 1897 este grupo invitó al director del parque zoológico de Melbourne, Albert Le Souef, para elegir un sitio de emplazamiento. Su hijo Ernest fue el primer director del parque zoológico de Perth, y los trabajos comenzaron en 1897.
Las primeras estructuras de exhibición que se construyeron dos cuevas de osos, una casa de monos, una casa de mamíferos y un castillo para los conejillos de Indias. Los primeros animales en la exhibición incluyeron un orangután, dos monos, cuatro avestruces, un par de leones, y un tigre. Al principio había solamente seis miembros de personal. El parque zoológico tenía 53 000 visitantes en sus primeros nueve meses, y no se ha cerrado ni un solo día desde que fue abierto.
Desde el comienzo Ernest Le Souef trabajó para crear una colección botánica al mismo tiempo que la colección animal. El trabajo sobre los jardines comenzó tan pronto como el sitio fue elegido. Puesto que el sitio era sobre todo arena sin nutrientes para las plantas y sin agua, fue necesario traer cargas de abono para enriquecer los nutrientes del suelo, así como horadar un pozo en 1898 para permitir la irrigación. El parque zoológico incluyó rosaledas, campos de lupinos, plantas tropicales, y palmas.
La colección original de palmas todavía persiste y cuenta con unas 60 especies incluyendo las palmas datileras de Canarias que ahora tienen una edad de 100 años. El parque zoológico también cultivó verduras para los animales incluyendo lechuga, alfalfa, zanahorias, nabos y cebollas. Esta tradición está aún viva, con el parque zoológico produciendo el forraje incluyendo hibiscos, bambúes, planta del fuego de Fiji y planta del espejo.
Siguientes directores:
- L.E. Shapcott, como Presidente del equipo de administración del Zoológico 1932-1941.
- W.K. Lyall, como Superintendente del Zoo 1950-1967.
- Tom Spence, como Zoo Director 1967-1984.
- John De Jose, como Zoo Director 1984-1994.
- Ricky Burges, como Zoo CEO 1995-1998.
- Susan Hunt, como Zoo CEO 2004-.

## Exhibiciones
El zoológico de Perth tiene tres zonas principales —paseo australiano, selva tropical asiática y sabana africana— con algunas áreas de menor importancia de exhibición (primates pequeños, pájaros suramericanos, lago principal, tortugas de las Islas Galápagos). Todas las exhibiciones están diseñadas para replicar hábitat naturales de los animales con barreras pasivas donde es posible.